# Eupithecia sacrosancta
Eupithecia sacrosancta là một loài bướm đêm trong họ Geometridae.